# Hypnum obsoletinerve
Hypnum obsoletinerve là một loài Rêu trong họ Hypnaceae. Loài này được Kindb. mô tả khoa học đầu tiên năm 1905.